# Аяно Преда
Аяно Преда (івр. איינאו פרדה; нар. 29 квітня 2002, Єрусалим) — ізраїльський футболіст, півзахисник клубу «Хапоель» (Єрусалим) та молодіжної збірної Ізраїлю.

## Клубна кар'єра
Народився 29 квітня 2002 року в місті Єрусалим. Спочатку займався футболом в юнацькій команді клубу «Хапоель Катамон», пізніше перейшов до молодіжної команди клубу «Хапоель» (Єрусалим). У професійному футболі Преда дебютував 2022 року виступами за команду «Хапоель» (Єрусалим), у якій станом на листопад 2024 року зіграв 41 матч у чемпіонаті країни.

## Виступи за збірну
З 2023 року Аяно Преда грає у складі молодіжної збірної Ізраїлю.У складі збірної футболіст брав участь у молодіжному чемпіонаті Європи 2023 року, на якому ізраїльська молодіжка дійшла до півфіналу. На молодіжному рівні Преда зіграв у 6 офіційних матчах. У 2024 році футболіста включили до заявки олімпійської збірної Ізраїлю для участі у футбольному турнірі на літніх Олімпійських іграх у Парижі.